# Веяно
Вея̀но (на италиански: Vejano) е село и община в Централна Италия, провинция Витербо, регион Лацио. Разположено е на 390 m надморска височина. Населението на общината е 2337 души (към 2010 г.).